# Морска воденица
Морска воденица је посебан тип крашког извора – понор морске воде. Морска вода понире али се она увек мора негде појавити и због тога су морске воденице веома сличне вруљама.

## Шематски профил
Морске воденице настају тако што морска вода понире у пукотину и у дубини се меша са слатком водом, тако помешане слана и слатка вода избијају испод морске површине (попут вруље).

## Распрострањеност
Највише морских воденица налази су на острву Кефалонија код града Аргостолија, где их на мањем полуострву на дужини од 1 км има укупно 11. Вода која ту понире се појављује 15 км даље, на супротном крају острва.
1835. године становници овог острва искористили су овај природни феномен и саградили воденицу чије је вртло покретала морска вода. Касније су саграђене још две овакве воденице па је стога у науку уведен термин „морска воденица“ да означи сваку појаву понирања морске воде у пукотинама на обали.